# Терешкіно (28654438171)
Терешкіно (рос. Терешкино) — присілок в Торжоцькому районі Тверської області Російської Федерації.
Населення становить 27 осіб. Входить до складу муніципального утворення Мирновське сільське поселення.

## Історія
Від 2005 року входить до складу муніципального утворення Мирновське сільське поселення.

## Населення
| 2010 |
| ---- |
| 27   |